# Henning Tolle
Henning Tolle (* 23. Mai 1932 in Berlin; † 29. August 2022) war ein deutscher Mathematiker und Hochschullehrer für Regelungstechnik und Robotik.

## Leben und Werk
Henning Tolle besuchte die Schadow-Oberschule für Jungen in Berlin mit dem Abitur 1950 und studierte Mathematik an der TU Berlin, an der er 1955 sein Diplom als Diplom-Ingenieur erhielt und 1956 bei Wolfgang Haack zum Dr. rer. nat. promoviert wurde (Über das Verhalten der Integralrelation einer partiellen linearen parabolischen Punkt im Innern eines hyperbolischen Gebietes, wenn die Diskriminante der charakteristischen Gleichung unabhängig von Einlaufswinkel gleichmäßig gegen Null geht).
Von 1955 bis 1958 war er wissenschaftlicher Assistent an der TU Braunschweig, 1959 bis 1961 Referent beim Bundesversicherungsamt in Berlin und von 1961 bis 1973 in der Flugzeugindustrie (Firma Weserflug, VFW, und nach deren Fusion bei ERNO Raumfahrt GmbH in Bremen), wobei er zuletzt Prokurist war und Leiter der Abteilung Astrodynamik und Satellitenprojekte. 1973 bis 1998 war er  Professor im Fachbereich Elektrotechnik und Informationstechnik der Technischen Universität Darmstadt. Er vertrat in Darmstadt das Fachgebiet Regelungstechnik und Robotik. Seine Wohnstätte hatte er in Roßdorf (bei Darmstadt).
Die wissenschaftlichen Arbeiten von Tolle sind sowohl den theoretischen als auch den praktischen Aspekten der Regelungstechnik und Robotik gewidmet.
Im Jahr 1984 gründete er mit E. Ersü die Firma ISRA Systemtechnik und war von 2000 bis 2007 Vorsitzender des Aufsichtsrats von ISRA/ISRA Vision.
Henning Tolle war evangelisch, ab 1963 mit Gertraude Tolle, geborene Schäfer, verheiratet und hatte drei Kinder.

## Veröffentlichungen (Auswahl)
- Optimierungsverfahren für Variationsaufgaben mit gewöhnlichen Differentialgleichungen als Nebenbedingungen. Springer Verlag, Berlin 1971, ISBN 3-540-05162-7. 1975 in englischer Sprache erschienen.
- Optimization methods. Springer Verlag, New York 1975, ISBN 3-540-07194-6.
- Mehrgrößen-Regelkreissynthese. 2 Bände. Oldenbourg Verlag, München 1983–1985, ISBN 3-486-27931-9.